# 伯尼·比克斯达夫
伯纳德·泰隆·“伯尼”·比克斯达夫（英語：Bernard Tyrone "Bernie" Bickerstaff，1944年11月2日—），NBA前职业篮球教练。

## 圣迭戈大学时期
他在圣迭戈大学待了十年，其间担任过球员、助理教练和主教练。1964年—1966年期间，比克斯达夫在圣迭戈大学斗牛士队打球并且在大学四年级时成为球队队长和最有价值球员，比克斯达夫也是Kappa Alpha Psi兄弟会成员。

## NBA执教
比克斯达夫在执教生涯中取得了414胜和512负，取胜场次排列NBA的第33位。他在许多NBA球队中担任过诸多位置，包括总经理和助理教练。
进入NBA执教后他先后执教过夏洛特山猫队、西雅图超音速队、丹佛掘金队和华盛顿子弹/奇才队，2004-05赛季，比克斯达夫出任NBA新军夏洛特山猫队的首任主教练。
2007年3月13日，球队拥有人之一的迈克尔·乔丹宣布比克斯达夫不再担任2007-08赛季球队的主教练一职。乔丹当时希望他可以留在球队的管理层中，比克斯达夫现为夏洛特山猫队总经理。